# Лакшми Баи
Лакшми Баи (хинди लक्ष्मी बाई, маратхи लक्ष्मी बाई; 1835 (по другим версиям 1827 или 1828) — 18 июня 1858) — национальная героиня Индии, рани (княгиня) княжества Джханси, одна из руководителей Сипайского восстания, символ индийского сопротивления деспотизму англичан.

## Ранние годы
При рождении Лакшми Бай получила имя Маникарника (сокращённо — Ману). Она родилась в Варанаси (Бенаресе) в браминской семье. Её отец Моропант Тамби был советником Чимнаджи Аппа, брата последнего маратхского пешвы Баджи Рао. Её мать Бхагирати умерла, когда девочке было два (по другим источникам — четыре) года.
О её детских и юношеских годах сохранилось мало достоверной информации. По всей вероятности, Ману росла сорванцом и непоседой. Самым странным фактом её жизни является то, что несмотря на зависимое и приниженное положение женщины в индийском обществе, она была не только всесторонне образованна, но и обучена боевым искусствам (одним из известнейших эпизодов её жизни является демонстрация верховой езды с мечом (или саблей) в каждой руке и управлением лошадью при помощи узды, зажатой в зубах). Молва приписывает ей дружбу с её будущими соратниками Нана Сагибом и Тантией Топи, но это маловероятно, учитывая тот факт, что оба были гораздо старше её.

## Замужество
В возрасте 14 лет Ману вышла замуж за махараджу Джханси Гангадара Рао (англ.) и, в соответствии с индийским княжеским этикетом, сменила имя на Лакшми. Церемония бракосочетания состоялась в храме Ганеши. Бездетный вдовец Гангадар Рао был намного старше своей юной жены, но, судя по всему, супруги жили в полном согласии. Хотя по некоторым источникам, у раджи было немало любовниц. В любом случае, он не мешал обычным занятиям своей жены и даже позволил ей обучить боевым искусствам своих прислужниц.
Приблизительно в 1851 году Лакшми родила сына, который скончался в возрасте трёх или четырёх месяцев. Вскоре после этого здоровье Гангадара Рао серьёзно пошатнулось, и его советники настойчиво рекомендовали ему усыновить ребёнка, чтобы сохранить Джханси для своей семьи. Раджа согласился на это лишь за день до смерти, избрав в приёмные сыновья своего пятилетнего родственника Дамодара Рао. В числе свидетелей усыновления присутствовали британские офицеры майор Эллис и капитан Мартин. В своём завещании Гангадар Рао просил британские власти отнестись к Дамодару Рао как к его родному сыну и назначал Лакшми Баи регентшей. Завещание было зачитано майору Эллису, а его копия отослана влиятельному чиновнику майору Малкольму.
Гангадар Рао скончался 21 ноября 1853 года. Лакшми Баи соблюдала траур всего 13 дней и, вопреки обычаю, не стала носить белое вдовье сари, обривать себе голову и ломать свои браслеты.

## Аннексия
В своё время дед Гангадара Рао подписал договор с представителями Ост-Индской компании, который гарантировал ему и его потомкам постоянную власть в Джханси в обмен на поддержку интересов компании. Вплоть до кончины Гангадара Рао этот договор соблюдался. Когда же раджа умер, Ост-Индская компания в лице генерал-губернатора Индии Джеймса Дальхузи и его чиновников объявила об аннексии княжества на основании того, что Дамодар Рао не является родным сыном покойного раджи и, следовательно, законным наследником Джханси. Этот ход, позволяющий Ост-Индской компании присваивать обширные территории, являлся обычной практикой. Лакшми Баи попыталась протестовать. Она написала несколько писем представителям британской администрации, в которых ссылалась на вышеупомянутый договор, заслуги и лояльность семьи покойного мужа интересам Британии и Ост-Индской компании, а также рассказывала об усыновлении Дамодара Рао и настаивала на его законности. Некоторые британские чиновники оказали ей поддержку, но все её старания оказались тщетными. Лакшми Баи была отстранена от управления Джханси; в качестве компенсации ей назначили ежемесячную пенсию в 5 тысяч рупий.

## Восстание

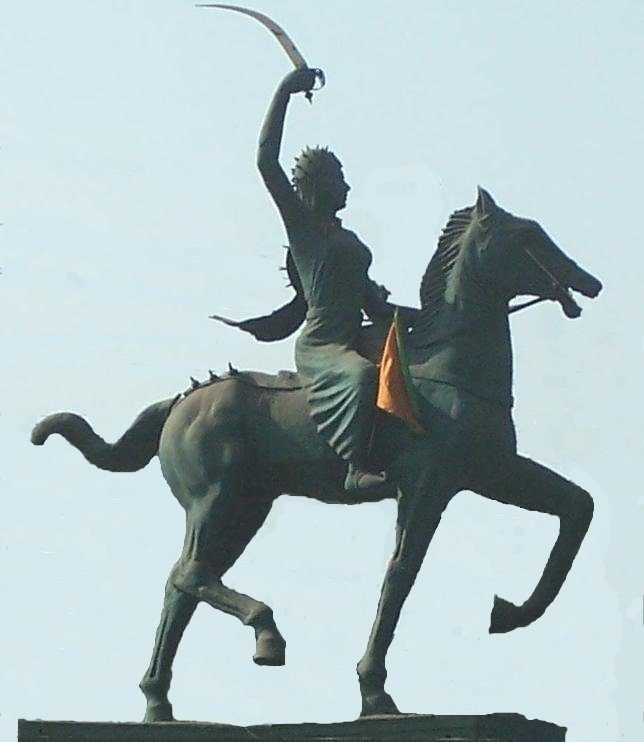
Памятник Лакшми Баи в Агре

В 1857 году вспыхнуло Восстание сипаев. По одной из версий (наиболее популярной), Лакшми Баи не только знала о подготовке к восстанию, но и принимала в ней деятельное участие. По другой же, гораздо более вероятной, произошло следующее.
5 июня 1857 год гарнизон Джханси примкнул к восстанию. Несколько английских офицеров были убиты. Повстанцы захватили одну из крепостей, во второй же укрылись оставшиеся в живых европейцы — 61 человек, более половины из которых составляли женщины и дети. Они обратились к Лакшми Баи с просьбой о помощи и защите, которых она не могла им предоставить, так как на тот момент обладала лишь очень ограниченной властью и не имела фактически никакого авторитета в глазах мятежников. Она ответила им, что не может помочь им, но пообещала, что если они сами уйдут из крепости, никто из местного населения не причинит им вреда. Осаждённые предпочли остаться в крепости. Некоторые из биографов Лакшми Баи утверждают, что она тайно послала им хлеб, воду и медикаменты.
7 июня повстанцы, окружившие форт, пообещали, что предоставят европейцам безопасный проход в том случае, если они сдадутся без боя. Осаждённые согласились, но когда они вышли за пределы города, один из лидеров повстанцев приказал их убить.
После того, как восставшие ушли в Дели, Лакшми Баи сообщила колониальным властям, что считает себя у них на службе и вернёт управление княжеством. Однако колониальные власти обвинили её в убийстве англичан, и это вынудило её перейти в лагерь повстанцев. Лакшми мужественно возглавляла оборону Джханси от английской армии генерала Роуза, а затем во главе кавалерийского отряда героически воевала в войсках Тантия Топи и пала в бою под Гвалиором.

## Память в военном деле
- С 1943 по 1945 годы в Индийской национальной армии существовал женский полк Рани Джханси[англ.], названный в честь Лакшми Баи.

## В литературе
- Вриндаванлал Варма. Лакшми Бай, Рани Джханси. — М.: Иностранная литература, 1959. — 382 с.
- Варма В. Лакшми-баи / Пер. с хинди // Чоттопаддхай Б., Варма В. Деви Чоудхурани. Лакшми-баи. — М.: Худ. литература, 1989. — С. 145-457.
- Является одним из персонажей приключенческого романа «Флэшмен в Большой игре» (1975) британского писателя Дж. М. Фрейзера.

## В кинематографе
- «Тигр и пламя» (1953) — фильм индийского режиссёра Сохраба Моди  с Мехтаб в роли Рани Лакшмибай..
- «Королева Джханси» (2009—2011) — индийский телесериал, в котором роль Лакшми Бай сыграла Кратика Сенгар.
- «Мечи и cкипетры» (2018) — голливудский фильм индийского режиссёра Суати Бхизе с Девикой Бхизе в роли Рани Лакшмибай.
- «Маникарника: Королева Джханси» (2019) — фильм индийского режиссёра Радхи Кришны Джагарламуди с Канганой Ранаут в главной роли.
- Fate/Grand Order — японская ролевая игра для мобильных устройств, разработанная компанией DELiGHTWORKS и выпущенная издательством Aniplex в 2015 году на территории Японии для платформ Android и iOS. Появляется как одна из слуг.
- Война ведьм — японская манга, появляется как одна из ведьм.